# Epioblasma othcaloogensis
Epioblasma othcaloogensis är en musselart som först beskrevs av I. Lea 1857.  Epioblasma othcaloogensis ingår i släktet Epioblasma och familjen målarmusslor. IUCN kategoriserar arten globalt som akut hotad. Inga underarter finns listade i Catalogue of Life.